# لیفان ۸۲۰
لیفان ۸۲۰ یکی از خودروهای تولیدی گروه لیفان است.
لیفان ۸۲۰ در سه مدل؛ ۱۸۰۰ سی‌سی و مدل ۲۴۰۰ سی‌سی و ۲۰۰۰ سی‌سی توربو تولید می‌شود. در ایران، گروه کرمان موتور، مدل ۲۴۰۰ سی‌سی را انتخاب کرده‌است که دارای ۱۶۸ اسب بخار و ۲۲۹ نیوتن‌متر گشتاور است. این خودرو از سال ۱۳۹۵ تا ۱۳۹۷ در ایران مونتاژ شد.

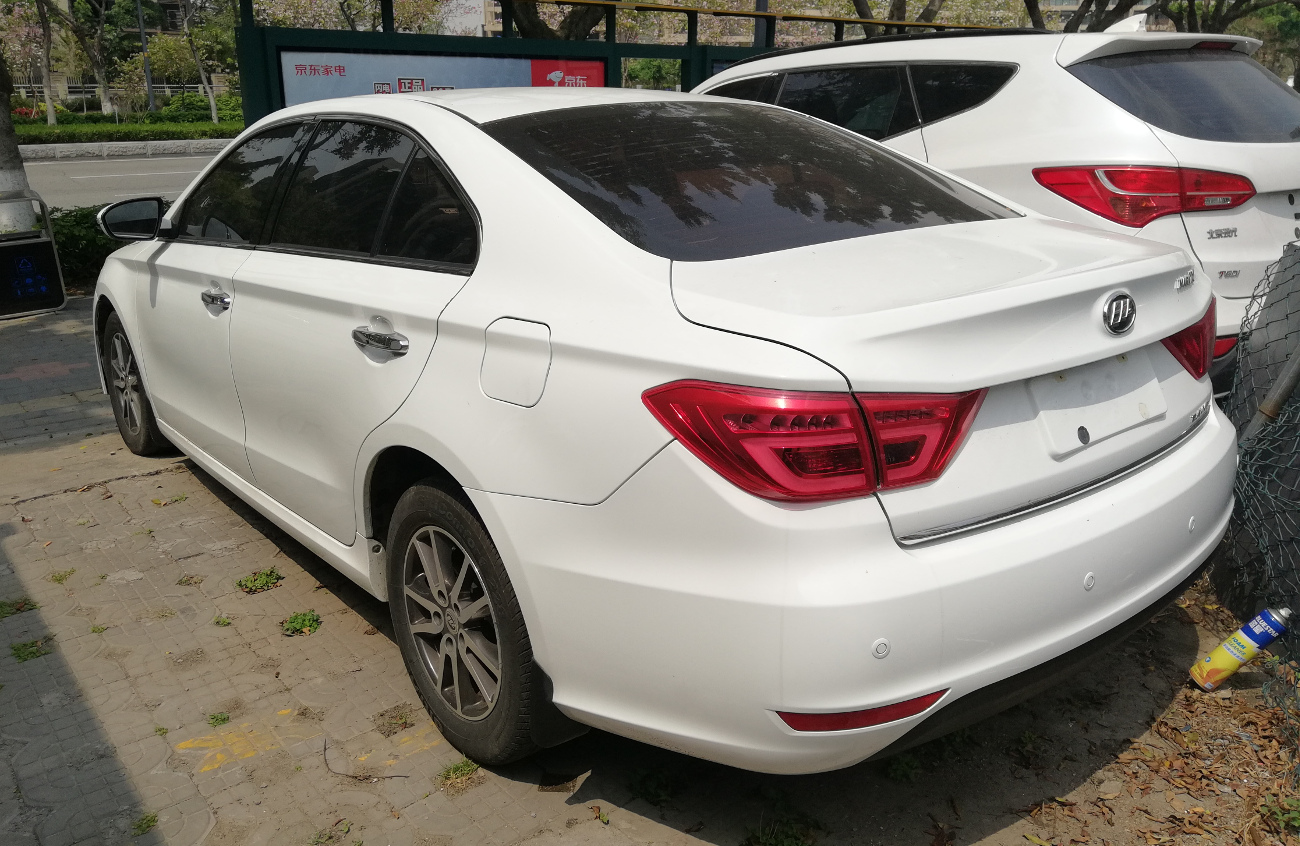
نمای عقب لیفان ۸۲۰

در طراحی شاسی خودرو لیفان ۸۲۰ از تویوتا کمری مدل ۲۰۰۸ الهام گرفته شده‌است. موتور آن شبیه موتور تویوتا کمری مدل ۲۰۰۸ است. طراحی قسمت جلوی خودرو شبیه فورد موندئو، آئودی ای۵ و ب‌ام‌و سری ۵ است.
لیفان ۸۲۰ دارای ۶ کیسه هوا در ۱۰ نقطه و ۵ ستاره ایمنی C-NCAP است. گیربکس آن ۶ سرعته DSI استرالیا تیپ‌ترونیک و رینگ ۱۶ اینچی آلومینیومی است و ۱۵۴۵ کیلوگرم وزن دارد. سیستم تعلیق آن دارای ABS، EBD و همچنین دارای BAS,ESP, HBA و TCS است.

## مشخصات فنی
| مدل                                         | لیفان 820                                                                       |
| ------------------------------------------- | ------------------------------------------------------------------------------- |
| حجم موتور(cc)                               | ۲۳۷۸                                                                            |
| نوع موتور                                   | انژکتور چند نقطه ای با تزریق سوخت کاملا مستقل و کنترل هوشمند زمان بندی سوپاپ ها |
| استاندارد آلایندگی                          | EURO V (یورو ۵)                                                                 |
| تعداد سیلندر، سوپاپ ها و آرایش میل سوپاپ ها | ۴ سیلندر خطی، ۱۶ سوپاپ                                                          |
| حداکثر قدرت(Hp/rpm)                         | ۱۵۸ اسب بخار در دور موتور ۵۷۰۰ دور در دقیقه                                     |
| حداکثر گشتاور(Nm/rpm)                       | ۲۲۱ نیوتن متر در طیف دور موتوری ۴۰۰۰ الی ۴۵۰۰ دور در دقیقه                      |
| جعبه دنده                                   | ۶ سرعته اتوماتیک                                                                |
| سیستم فرمان                                 | چرخ دنده شانه ای با کمک هیدرولیک                                                |
| سیستم ترمز                                  | جلو و عقب دیسکی                                                                 |
| سیستم تعلیق                                 | جلو: مک فرسون، عقب: مستقل چند میله ای                                           |
| حجم مخزن سوخت(لیتر)                         | ۶۳                                                                              |
| حداکثر سرعت(Km/H)                           | ۲۰۵                                                                             |
| مشخصات چرخ ها                               | ۲۱۵/۶۰R۱۶ مجهز به رینگ ۱۶ اینچ آلومینیومی                                       |
| ابعاد(ارتفاع×عرض×طول/mm)                    | ۱۴۸۰×۱۸۳۵×۴۸۶۵                                                                  |
| فاصله بین دو محور(mm)                       | ۲۷۷۵                                                                            |
| وزن خالص(kg)                                | ۱۵۴۵                                                                            |

## تجهیزات
- سانروف
- ۶ کیسه هوا
- چراغ های جلو هالوژن و عقب LED
- روشن شدن اتوماتیک چراغ های جلو
- خاموش شدن چراغ های با تاخیر تنظیم ارتفاع نور چراغ های جلو
- چراغ روشنایی در روز Day Light
- سیستم ترمز ضد قفل ABS
- سیستم توزیع الکترونیکی نیروی ترمز EBD
- سیستم کمکی ترمز BAS
- سیستم پایداری الکترونیکی ESP
- ترمز پارک پدالی
- صندلی چرمی
- صندلی راننده با تنظیم گودی کمر
- تنظیم برقی صندلی راننده در 6 جهت
- گرمکن صندلی راننده
- سیستم ورود بدون کلید KeyLess
- استارت دکمه ای
- سیستم ضد سرقت
- قفل ایمنی کودک
- ISOFIX
- کمربندهای پیش کشنده
- سنسور دنده عقب
- دوربین دید عقب
- چراغ داشبورد
- کروز کنترل
- کنترل سیستم صوتی از روی فرمان
- تنظیم فرمان در ۴ جهت
- تهویه مطبوع اتوماتیک
- سیستم پخش MP5 با خروجی USB و AUX
- بلوتوث
- GPS
- ۶ بلندگو
- رینگ ۱۶ اینچ آلومینیومی